# سبحان‌دره (فکه)
سبحان‌دره {{ترکی|Süphandere) (به ارمنی: Սիփանտերե) یک منطقهٔ مسکونی در ترکیه است که در فکه، ترکیه واقع شده‌است.